# Cervarix
Cet article ne traite uniquement d'un vaccin qui n'est plus recommandé en France par la Haute Autorité de la Santé pour avoir des informations récentes voir Vaccin contre les infections à papillomavirus humain 
Le Cervarix (GlaxoSmithKline 2007) est un vaccin contre les génotypes 16 et 18 du papillomavirus humain (HPV) responsables de 70 % des cas de cancer du col de l'utérus.

## Composition
Une dose (0,5 ml) contient :
| Description           | Composant                                       | Quantité             |
| --------------------- | ----------------------------------------------- | -------------------- |
| Particule antigénique | protéine L1 de papillomavirus humain de type 16 | 20 μg                |
| Particule antigénique | protéine L1 de papillomavirus humain de type 18 | 20 μg                |
| Adjuvant              | 3-O-desacyl-4'-monophosphoryl lipide A (MPL)    | 50 μg                |
| Adsorbant             | hydroxyde d'aluminium hydraté (Al(OH)3)         | 0,5 mg Al3+ au total |

## Contre-indications
L'hypersensibilité aux substances actives ou à l'un des excipients contre-indique l'utilisation du Cervarix.
Si la personne à vacciner présente une maladie fébrile aiguë sévère, l'injection doit être reportée.
Une infection mineure ne contre-indique pas la vaccination.